# Байдибекски район
Байдибекски район (на казахски: Бәйдібек ауданы) е съставна част на Туркестанска област, Казахстан.
Има обща площ 7216 км2 и население 54 258 души (по приблизителна оценка към 1 януари 2020 г.). Административен център е село Шаян.